# Anton Wladimirowitsch Kartaschow
Anton Wladimirowitsch Kartaschow (russisch Антон Владимирович Карташёв; * 11. Julijul. / 23. Juli 1875greg. in Kyschtym; † 10. September 1960 in Menton) war ein russischer orthodoxer Theologe und Hochschullehrer.

## Leben
Kartaschows Vater war ein Mitglied der Semstwo-Verwaltung. 1879 war die Familie nach Jekaterinburg gezogen. 1883 erhielt Kartaschow von Bischof Nafanail von Jekaterinburg das Sticharion. Kartaschow besuchte die Jekaterinburger Geistliche Schule (Abschluss 1888) und das Permer Geistliche Seminar (Abschluss 1894). Das anschließende Studium an der Geistlichen Akademie Sankt Petersburg schloss er 1899 ab als Kandidat der Theologie mit dem Recht, den Magister-Titel ohne weitere Prüfungen zu erhalten. Seine Kandidat-Dissertation mit den slawischen Übersetzungen der Werke des Johannes Chrysostomos wurde mit der Metropolit-Iossif-Medaille ausgezeichnet.
Kartaschow blieb an der Akademie als Professur-Stipendiat am Lehrstuhl für Geschichte der Russischen Kirche. 1900 wurde er zum Dozenten ernannt. Er beteiligte sich an den mit Genehmigung des Ober-Prokurators des Heiligen Synods Konstantin Petrowitsch Pobedonoszew und des St. Petersburger Metropoliten Antoni von Dmitri Sergejewitsch Mereschkowski, Sinaida Hippius, Dmitri Wladimirowitsch Filossofow, Wassili Wassiljewitsch Rosanow, Albert Nikolajewitsch Benois und Walentin Alexandrowitsch Ternawzew initiierten Religiös-Philosophischen Treffen im Saal der Russischen Geographischen Gesellschaft in St. Petersburg (1901–1903). Er war befreundet mit Hippius, Mereschkowski, Filossofow und Marietta Sergejewna Schaginjan und beteiligte sich an deren religiöser Gemeinde. Er war Vorsitzender der St. Petersburger Religiös-Philosophischen Gesellschaft (1909–1917).
1906 wurde Kartaschow Professor und Leiter des Lehrstuhls für Geschichte der Religion und Kirche an den Höheren Bestuschewskije kursy für Frauen und blieb es bis zur Oktoberrevolution. Gleichzeitig war er Bibliothekarassistent der Kaiserlichen Öffentlichen Bibliothek und leitete ab 1912 die Abteilung für Theologie. 1907 wurde er zum Kollegienrat (6. Rangklasse) ernannt.
Kartaschow war Mitglied der Freimaurerloge Grand Orient der Völker Russlands und gehörte zu deren Höchstem Rat (1905–1917).
Nach der Februarrevolution 1917 trat Kartaschow in die Konstitutionell-Demokratische Partei (Kadetten) ein. Er wurde Mitglied des Zentralkomitees und gehörte zum rechten Flügel. Im März 1917 wurde er Vize-Ober-Prokurator des Heiligen Synods. Im Juli 2017 ernannte ihn der neue Ministerpräsident der Provisorischen Regierung Alexander Fjodorowitsch Kerenski zum Ober-Prokurator des Heiligen Synods als Nachfolger Wladimir Nikolajewitsch Lwows. Kartaschow war der erste Minister für Religionen der Provisorischen Regierung. Im August 1917 wurde auf Initiative der Provisorischen Regierung der Pomestny sobor, ein allrussischer Kongress der Kleriker und Laien der Eparchien, zur Klärung der Situation der russischen Kirche eröffnet. Im September 1917 nahm Kartaschow an der Allrussischen Demokratischen Konferenz von Vertretern der Parteien und gesellschaftlichen Organisationen in Petrograd teil, deren Ergebnis die Gründung eines Vorparlaments war.
In der Oktoberrevolution wurde Kartaschow zusammen mit den anderen Ministern der Provisorischen Regierung festgenommen und in der Peter-und-Paul-Festung inhaftiert. Alexandra Michailowna Kollontai beantragte beim Militärisch-revolutionären Komitee Petrograd die Freilassung Kartaschows und des Finanzministers Michail Wladimirowitsch Bernazki. Dem Antrag wurde mit vier gegen zwei Stimmen stattgegeben. Allerdings weigerte sich Kartaschow, die Festung zu verlassen, solange nicht alle Minister der Provisorischen Regierung freigelassen würden.  Die Delegierten des Pomestny sobor beschlossen  eine Presseerklärung, in der Kartaschows völlige Unschuld festgestellt und seine sofortige Entlassung aus der Festung gefordert wurde. Im Januar 1918 wurde Kartaschow in die Gerson-Klinik verlegt. Anfang Februar 1918 wurde er mit dem Verbot antisowjetischer Aktivitäten entlassen. Da er nicht zu Hause wohnen durfte, wurde er aus dem Kresty-Gefängnis zu Wladimir Nikolajewitsch Beneschewitsch gebracht, nach vier Tagen zu Lew Platonowitsch Karsawin, dann zu Platon Nikolajewitsch Schukowitsch und schließlich zum Sekretär der Religiös-Philosophischen Gesellschaft Sergei Platonowitsch Kablukow. Im Juli 1918 nahm Kartaschow als Mitglied des Pomestny sobor an dessen dritter Sitzung teil und auch an der Arbeit des Obersten Kirchenrats. In mehreren Treffen mit Patriarch Tichon besprach er Probleme der Beziehungen von Kirche und Staat und ein Projekt zur Einrichtung eines Netzes von russisch-orthodoxen Bruderschaften zum Schutz von Kirchen und Geistlichen vor Übergriffen. Kartaschow gehörte zum religiös-philosophischen Kreis Woskressenije (Auferstehung).
Im Januar 1919 begab sich Kartaschow nach Estland und wurde Religionsminister in der Regierung des weißen Generals Nikolai Nikolajewitsch Judenitsch.
1920 zog Kartaschow nach Frankreich und heiratete die Tochter eines Priesters und Witwe eines erschossenen Oberstleutnants Pawla Polijewktowna Kirillina geborene Sobolewa.
Kartaschow war Mitglied des Gemeinderats der Alexander-Newski-Kathedrale in Paris, Vorsitzender des Russischen Nationalkomitees (1924–1940) und Mitglied der Eparchie-Versammlung und des Eparchie-Rats des Provisorischen Exarchats unter der Jurisdiktion des Patriarchats von Konstantinopel. 1923 war er an der Neuformierung der bereits 1919 mit dem Segen Patriarch Tichons gegründeten Bruderschaft der Heiligen Sophia beteiligt und formulierte deren Satzung. Er gehörte zu den Organisatoren der russischen christlichen Studentenbewegung und des Verlags IMKA-Press (YMCA Press publishing house) für russische Bücher unter dem Dach des YMCA. Er war Mitglied des Redaktionskollegiums der Wochenzeitung Borba sa Rossiju (Kampf für Russland).
1921–1939 hielt Kartaschow Vorlesungen an den Kursen für Fragen der russisch-orthodoxen Weltanschauung, an den Höheren Pädagogischen Kursen, an der Theologischen Fakultät der Universität Athen, an der Russischen Volksuniversität in Paris, in der Studentengesellschaft für Slawische Kultur, an der Religiös-Philosophischen Akademie, im Kreis zum Kennenlernen Russlands und in gesellschaftlichen Organisationen der USA. 1922–1939 war er Professor der Universität von Paris in der Abteilung für russische Philologie.
Mit anderen gründete Kartaschow 1925 das Institut de Théologie Orthodoxe Saint-Serge und war dort Professor bis zu seinem Tode. 1925 erhielt er einen strengen Verweis wegen unzulässiger Reden gegen die kirchliche Autorität. Zu seinen Schülern gehörten John Meyendorff, Pjotr Jewgrafowitsch Kowalewski und Alexander Dmitrijewitsch Schmemann. Zusammen mit Sergei Nikolajewitsch Bulgakow, Wassyl Senkiwskyj und Georgi Wassiljewitsch Florowski nahm Kartaschow Ende November 1936 am Kongress für russisch-orthodoxe Theologie in Athen teil. 1939–1944 während des Zweiten Weltkriegs war Kartaschow Inspektor des Instituts und wurde 1944 zum Doktor der kirchlichen Wissenschaften Honoris causa ernannt. 1946 nahm er an der Eparchie-Konferenz in Paris teil, die die Jurisdiktion des Patriarchats von Konstantinopel bestätigte. 1950–1951 nahm er am Kongress für Byzantinistik in Palermo und an der Konferenz für russisch-orthodoxe und protestantische Theologie teil.
Kartaschow starb in Menton an der Côte d’Azur und wurde auf dem Russischen Friedhof von Sainte-Geneviève-des-Bois bestattet.

## Ehrungen
- Sankt-Stanislaus-Orden III. Klasse (1911)[2]
- Russischer Orden der Heiligen Anna III. Klasse (1914)[2]